# Георги Пизидийски
Георги Пизидийски (на гръцки: Γεώργιος Πισιδησ, починал окол 631/34 г.) е византийски поет от VII век, живял и творил по времето на император Ираклий (610 – 641).
Роден вероятно в Антиохия Пизидийска, Мала Азия, но живял и творил в Константинопол, където бил дякон, скевофилакс (пазител на свещените съсъди), референдарий и хартофилакс на „Света София“; личен приятел на император Ираклий и патриарх Сергий I.

## Творчество
Георги Пизидийски оставил богато литературното наследство, от което до днес са съхранени девет, различни по големина поеми с политическо, философско-богословко, догматико-полемическо и историческо съдържание. Автор е и на няколко епиграми и едно похвално слово в проза.
Най-значимите му исторически произведения са поемите За персийския поход, За аварската война и Ираклиада. Историческите му поеми са написани в необичайния дотогава за този жанр ямбически триметър и имат панегиричен характер, а по-късно били използвани като източник на информация от Теофан Изповедник и Свидас.
Поемата За персийския поход (De expeditione Persica / Expeditio persica) е написана по повод първата военна експедиция на император Ираклий срещу Персия от 620 г. Това е най-ранната и най-обемната поема на Георги Пизидийски, състояща се от 1088 стиха, която освен това била разделена на три песни (ακροάσεις) по примера на античните образци. От съдържанието на някои стихове става ясно, че Георги Пизидийски не само бил съвременник на събитието, но и лично е участвал в експедицията, вероятно като придворен поет.
Поемата За аварската война (De Bellum Avaricum), завършена през 627 година, е посветена на обсада на Цариград от авари и перси през юли-август 626 г. Стихотворението се състои от 641 стиха и се отличава с реторическия си стил и натруфен език. В него поетът възхвалява Богородица като главен стратег в отбраната на града, но в същото време величае императора и особено патриарх Сергий, на когото, изглежда, било посветено самото произведение. Войната с аварите не е описана подробно, а с помощта на алегории са пресъздадени отделни моменти от нея. Освен това тук Пизидийски дава важна информация, че освен славяни, в похода на аварите участвали и българите.
Своята Ираклиада (Heraclias) Пизидийски е написал по повод на последното нападение на персийския цар Хосров II и на неговата смърт по време на Ираклиевото царуване. Новините за смъртта на персийския цар достигнали Константинопол през май 628 година, която може да се приеме за годината на написването на поемата. Творбата се състои от две песни с общо 471 стиха. В първата част поетът тълкува значението на радостната новина за смъртта на персиеца и възхвалява Ираклий, а във втората възпява заслугите на императора, като започва от началото на неговото управление през 610 г.
От запазените по-кратки исторически поеми на Пизидийски са За възвръщането на Светия кръст, посветена на връщането на Животворния кръст от Персия в Йерусалим, направено от Ираклий през 628 г., За връщането на царя Ираклий от Африка, За Бон патрикий. 
Към края на живота си Пизидийски започнал да проявява интерес към религиозната тематика: съставя Химн за Христовото възкресение, в което поетът призовава наследника на Ираклий – Флавий Константин, да следва стриктно стъпките на баща си. Оставил един ямбически Шестоднев или Сътворение върху сътворението на света, посветен на патриарх Сергий. Автор е на хекзаметрическата поема За суетата на живота, на За човешкия живот, и Във Влахернската църква. От Георги Пизидийски е запазена и поема с полемичен характер, насочена срещу антиохийския патриарх Северий и неговия монофизитизъм, още 108 епиграми и кратки стихотворения, една от които е епиграмата За себе си. Георги Пизидийски съставил и едно произведение в проза – Похвала за свети Анастасий мъченик.

### Цитирана литература
- Гръцки извори за българската история, Т. III. София: БАН, 1960, http://www.promacedonia.org/gibi/3/index.html
- Гюзелев, Васил (2015). Съчинения в пет тома, Том 5. Средновековна поезия от и за българите. София: Захарий Стоянов
- ((sr))  Византијски извори за историју народа Југославије, Т. I. Београд, 1955, http://macedonia.kroraina.com/viinj/viinj_1.pdf
- ((el)) Νοβακόπουλος, Μ. (7 февруари 2020). Γεώργιος Πισίδης: Ένας Βυζαντινός Όμηρος για τα έπη του Ηρακλείου. – Cognosco Team, https://cognoscoteam.gr/archives/16831, посетен на 15 октомври 2023
- ((el)) Ntentos, Dimos (2014). Όψεις αυτοαναφορικότητας στην Expeditio Persica του Γεωργίου Πισίδη. – Diogenes, 2, 2014,  48 – 71, ISSN 2054-6696, https://gembirminghamdotorg.files.wordpress.com/2014/01/diogenes-2-article-dn.pdf
- ((en)) Kazhdan, Alexander (ed) (1991). The Oxford Dictionary of Byzantium. Oxford and New York: Oxford University Press, ISBN 0-19-504652-8, COBISS.BG-ID: 1107246820, https://archive.org/details/odb_20210521/mode/2up
- ((en)) Smith, William (ed) (1873). Geor'gius Pisida. A Dictionary of Greek and Roman biography and mythology. – Persus dIgital Library, http://www.perseus.tufts.edu/hopper/text?doc=Perseus%3Atext%3A1999.04.0104%3Aalphabetic+letter%3DG%3Aentry+group%3D6%3Aentry%3Dgeorgius-bio-65, посетен на 15 октомври 2023